# Curcănești
Curcănești – wieś w Rumunii, w okręgu Buzău, w gminie Pârscov. W 2011 roku liczyła 132 mieszkańców.